# Alice Taticchi
Alice Taticchi (Perugia, 25 giugno 1990) è una modella italiana.

## Biografia
Diplomatasi al liceo scientifico “Alessi” di Perugia, studia all'Università degli Studi di Perugia e parla correntemente tre lingue. È stata una delle tre Miss Mondo Italia che in occasione del G8 economico-finanziario hanno posto un quesito al ministro delle finanze tedesco sul mancato accordo Fiat - Opel..
Nel 2007 ha vinto il concorso “Miss La Più Bella Del Mondo” e l'anno successivo è eletta “Miss School Day”.
Nel 2009 è stata incoronata “Miss Mondo Italia”. Nello stesso anno ha preso parte al talent show per cantanti lirici “Mettiamoci all'Opera” condotto da Fabrizio Frizzi.
Nel 2011 ha partecipato e vinto il programma televisivo Italia's Next Top Model, aggiudicandosi un contratto di un anno in esclusiva con l'agenzia “Fashion Model” ed un redazionale da 150.000 euro con la casa di cosmetici Lancôme (azienda). Nel corso del programma televisivo ha inoltre rilasciato una intervista al settimanale Vanity Fair e sfilato per la Fondazione Ferrè..
Nell'estate 2014 Alice ha affrontato le selezioni del concorso nazionale Miss Italia in rappresentanza della regione Lazio, non riuscendo però a superare le semifinali a Jesolo.